# 関かおり
関 かおり（せき かおり、1953年6月10日 - ）は、日本の元女優。本名・関 時枝。
東京都出身。千葉県柏市立柏中学校卒業。アルファープロダクションに所属していた。

## 来歴・人物
1969年、TBSの情報番組『ヤング720』でデビュー。1970年、TBSのインタビュー番組『あいたい人』に野沢那智とともにインタビュアーとして出演する。
1972年、『ウルトラマンA』南夕子役に抜擢される前年にバレエの練習中に転倒してしまい、急遽行われたオーディションから選ばれた星光子が演じることになった。放送前に撮影された南夕子役としてのスチール写真も現存している。その後『ウルトラマンA』の第7・8話にゲスト出演している。
1973年、『刑事くん』に花屋の店員役でレギュラー出演。本名の「時枝」は誕生日が時の記念日であることに因んで命名された。
『刑事くん』出演後の活動は不明である。尚、1980年代に『大奥』などに出演したのは同姓同名の子役で別人。

## 出演作品

### テレビドラマ
- ライオン奥様劇場（CX）
  - 慟哭の花（1971年） - 神山静江
  - ガラスの階段（1972年） - 立花麻里子
- シルバー仮面ジャイアント 第14話「白銀の恐怖」（1972年、TBS） - 山部アヤ子
- ウルトラマンA 第7話「怪獣対超獣対宇宙人」・第8話「太陽の命 エースの命」（1972年、TBS） - 高階マヤ
- アイアンキング 第7話「大空を征くもの」（1972年、TBS） - 加寿子  ※クレジットは関 かをり。
- 特別機動捜査隊 第584回「新鮮な女」（1973年、NET） - 加藤美奈子
- 刑事くん 第2部 （1973年 - 1974年、TBS） - 篠田都

### その他のテレビ番組
- ヤング720（1969年 -1971年、TBS） - 土曜レギュラー[1]
- あいたい人（1970年、TBS）-　インタビュアー

### ラジオ
- 欽也一夜物語（1973年、TBSラジオ）